# Pyriglena atra
El ojodefuego de Bahía (Pyriglena atra), también denominado batará de Swainson, es una especie de ave paseriforme de la familia Thamnophilidae perteneciente al género Pyriglena. Es endémica de una pequeña región del este de Brasil. 

## Distribución y hábitat
Se distribuye en el este de Brasil en el sureste de Sergipe y en el litoral del noreste de Bahía (hacia el sur hasta cerca de Santo Amaro).
Esta especie es actualmente muy rara y local en fragmentos de Mata Atlántica remanentes, debajo de los 100 m de altitud. Son aves sedentarias que habitan en el sotobosque del borde de los bosques tropicales primarios y secundarios. Prefiere las zonas de vegetación densa y evita los claros y zonas despejadas. El área de distribución de la especie se extiende por unos 9200 km² de hábitats fragmentados.

## Descripción
El ojodefuego de Bahía mide alrededor de 17,5 cm de largo. Tiene los ojos de color rojo. Los machos son negros con una mancha blanca en la espalda enmarcada con plumas negras con borde blanco. Las hembras tienen las partes superiores pardo rojizas, las inferiores marrones, la cola negra y la garganta blanca. Su canto consta de varios silbidos en forma de fíu y su llamada de alarma es un alto piirit, que se eleva al final.

## Estado de conservación
El ojodefuego de Bahía ha sido calificado como «en peligro de extinción» por la Unión Internacional para la Conservación de la Naturaleza (IUCN) debido a que su población total se estima entre 1000 a 2500 individuos y su pequeña y fragmentada zona de distribución, donde es conocida en unas pocas localidades, continúa en rápido declive debido a la pérdida de hábitat. Por ello está protegido por las leyes brasileñas.

## Comportamiento

### Alimentación
Estos pájaros buscan alimento entre los matorrales densos a unos 3 metros del suelo, aunque a veces se alimenta más alto en las copas de los árboles. Suele alimentarse en solitario, en parejas o en pequeños grupos familiares. Se alimentan de insectos como las cucarachas, saltamontes, hormigas aladas, orugas, además de gecos y ranas. Estas aves suelen seguir a las hormigas guerreras que levantan insectos a su paso.

### Reproducción
Construyen su nido en el suelo bien camuflado entre la vegetación. Los nidos son esféricos y recubiertos con hojas secas con el interior forrado con fibras de palmas Attalea funifera. Tanto los machos como las hembras se encargan de incubar los huevos y cuidar de los polluelos.

## Sistemática

### Descripción original
La especie P. atra fue descrita por primera vez por el naturalista británico William Swainson en 1825 bajo el nombre científico Drymophila atra; localidad tipo «Pitanga, Bahía, Brasil».

### Etimología
El nombre genérico femenino «Pyriglena» deriva del griego «puros»: fuego y « glēnē »: ojos, significando «de ojos de fuego»;  y el nombre de la especie «atra», proviene del latín «ater»: negro, oscuro, apagado.

### Taxonomía
Algunas veces ha sido tratada como conespecífica con Pyriglena leucoptera y/o con P. leuconota. Es monotípica.